# Leeds Corn Exchange
Leeds Corn Exchange – zabytkowe centrum handlowe w śródmieściu Leeds w Anglii (West Yorkshire) wzniesione pierwotnie jako giełda zbożowa.

## Historia

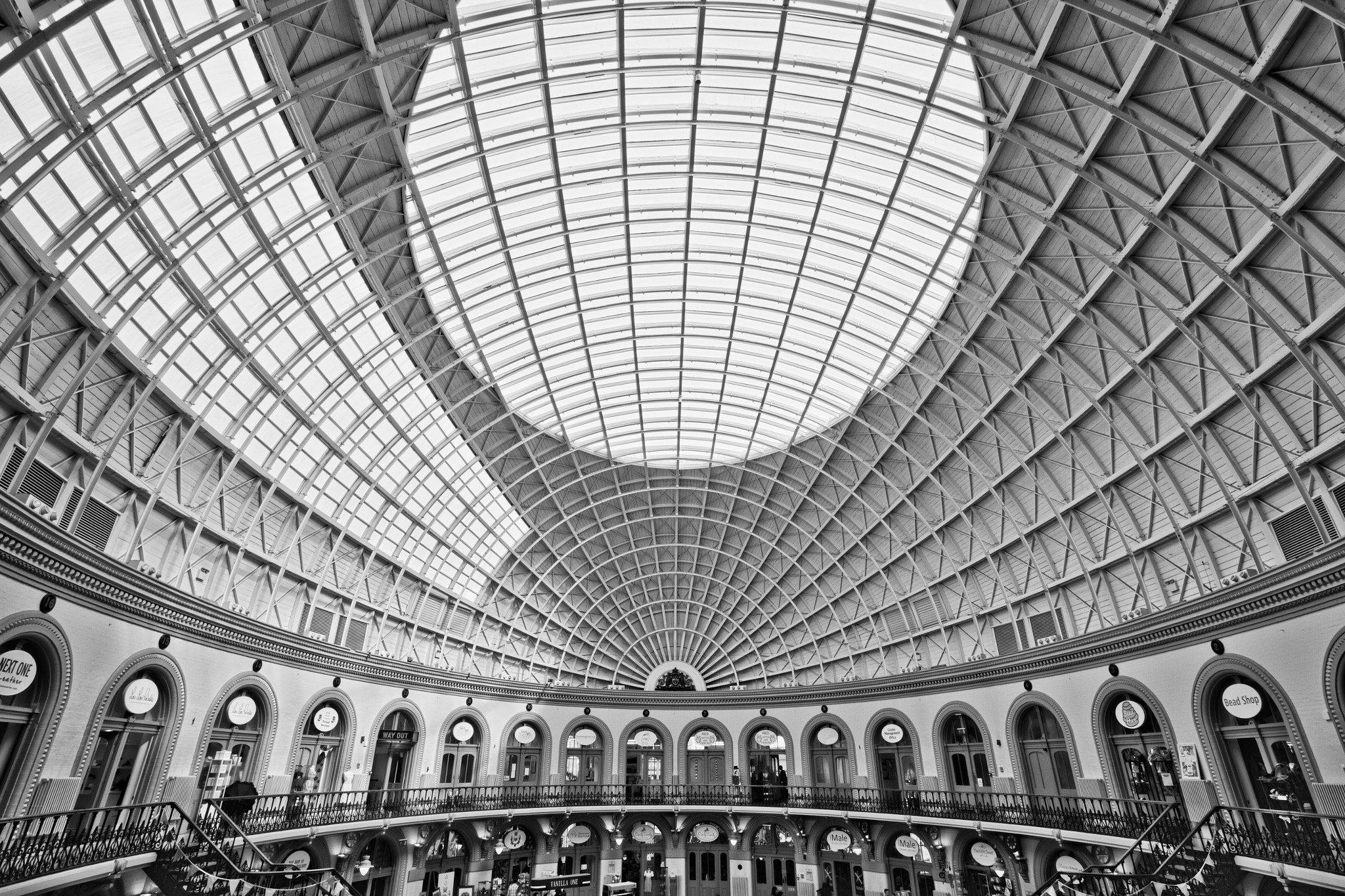
Fragment wnętrza z kopułą

Budynek należy do najlepszych stylowo budynków wiktoriańskich w Wielkiej Brytanii i jest wpisany na listę zabytków pierwszego stopnia. Giełda została zaprojektowana przez Cuthberta Brodricka i wzniesiona w latach 1861-1863 (otwarta w 1864). Budowa obiektu kosztowała 360.000 funtów. Plan budowli i zastosowany nietypowy, kopulasty dach są efektem dostosowania giełdy do kształtu terenu, jak również zaspokojenia potrzeby maksymalnego, naturalnego, bezcieniowego doświetlenia wnętrza przez cały rok. Miało to ułatwić obiektywną i niezaburzoną ocenę jakości ziaren zboża. Dach wykonany jest z drewna, metalu i kombinacji nieprzezroczystego oraz przezroczystego szkła zastąpionego obecnie panelami poliwęglanowymi. 
Po okresie nieużytkowania obiekt został przekształcony około 1988 na centrum handlowe. Przestrzeń wewnętrzna jest całkowicie otwarta i ma antresolę na całym obwodzie. Prowadziła ona niegdyś do biur, a obecnie do części sklepów. Solidna i mocna architektura giełdy symbolizować miała jej niezniszczalność.